# Mya (bivalve)
Pour les articles homonymes, voir MYA.
Genre
Mya est un genre de mollusques bivalves de la famille des Myidae.

## Liste des espèces
Selon World Register of Marine Species (20 octobre 2019):
- Mya antarctica (Melvill & Standen, 1898)
- Mya arenaria Linnaeus, 1758
- Mya baxteri Coan & Valentich-Scott, 1997
- Mya japonica Jay, 1857
- Mya pseudoarenaria Schlesch, 1931
- Mya truncata Linnaeus, 1758
- Mya uzenensis Nomura & Zinbo, 1937

Autres noms
N.B. : cette liste est peut-être incomplète.
- Mya arenaria Linnaeus, 1758 — Mye commune
- Mya baxteri Coan & Scott, 1997
- Mya elegans (Eichwald, 1871)
- Mya japonica Jay, 1856
- Mya priapus (Tilesius, 1822)
- Mya profundior Grant & Gale, 1931
- Mya pseudoarenaria Schlesch, 1931
- Mya truncata Linnaeus, 1758 — Mye tronquée
- Mya uzenensis Nomura & Zimbo, 1937

## Littérature scientifique
- Gallant, D., A. Poulin, & E. Tremblay (2006). Évaluation statistique et optimisation du programme de monitoring de la mye commune (Mya arenaria) au parc national du Canada Kouchibouguac. Parcs Canada – Rapports techniques en matière de sciences des écosystèmes, 045, ix + 67p.  (ISBN 0-662-71418-0), ISSN 1200-3298)